# Digonogastra scita
Digonogastra scita är en stekelart som först beskrevs av Szepligeti 1906.  Digonogastra scita ingår i släktet Digonogastra och familjen bracksteklar. Inga underarter finns listade i Catalogue of Life.